# Jean Salvanh
Jean Salvanh, est né à Rodez entre 1515 et 1520, il meurt après 1580.

## Biographie
À la mort de son père, Antoine Salvanh, il lui succède comme maître d'œuvre de la cathédrale. Un acte en date du 24 octobre 1554, dressé par Antoine Fournier, notaire à Rodez, lui donne ce titre.
L'évêque de Rodez est alors Georges d'Armagnac. Guillaume Philandrier secrétaire de l'évêque et a été nommé chanoine de la cathédrale le 27 mars 1554. C'est probablement Guillaume Philandrier, formé en Italie et traducteur de Vitruve qui a complété son éducation en lui faisant connaître les nouvelles idées architecturales.
En 1560-1561 il figure parmi les consuls de Rodez et il est qualifié de "mestre de l'obra de la cathédrale".
L'évêque de Rodez le charge, en 1561, de reconstruire dans le style Renaissance le château de Gages pour en faire sa résidence d'été. Il l'avait reçu en 1545 en usufruit de Marguerite de Valois et il tombait en ruines.
Il construit le pignon occidental de la cathédrale de Rodez en 1562, probablement suivant un plan de Guillaume Philandrier. Il a entrepris à la même époque de terminer la tour sud-est de la cathédrale, mais n'a pas pu réaliser ce projet.
Pour le cardinal d'Armagnac il a fait des réparations à l'église Saint-Amans, sur la terrasse de l'évêché, à son château de Muret.
Après la fin de la construction de la cathédrale de Rodez, il va travailler pour la cité de Rodez comme "mestre des œuvres de maçonnerie". Il a effectué des réparations sur les remparts, à la porte Saint-Martial.
Le 8 février 1580, Jean Salvanh traite avec le bayle du chapitre de Rodez. Il est qualifié de "maistre de l'œuvre de la dite église Notre-Dame de Rodez", prend du chapitre de la cathédrale à "volter" l'église paroissiale de Castanet, "en laquelle il a promis et promet volter de la dite esglise et y faire trois croysier et deux arcs doubleaux" et à ces fins, fournir toute chose nécessaire, "sauf et réserve les charrois et manœuvre" que les paroissiens du dudit lieu seront tenus faire, la "quelle besogne le dit Salvanh a dit qu'il aura parfaire dans le mois d'août prochain" ; et, pour ce faire, il lui est accordé la somme de 66 écus 2 livres.